# Segnale (informatica)
Un segnale, in informatica, è un impulso asincrono trasmesso da un processo ad un altro, ed è uno degli strumenti di comunicazione tra processi. Tipicamente nessun dato viene trasmesso assieme al segnale, contrariamente a quanto accade, in generale, per gli eventi nella programmazione ad eventi.
Nei sistemi operativi Unix, Unix-like ed in genere quelli che seguono le specifiche POSIX, esiste una metodologia uniforme di utilizzare i segnali, come l'utilizzo della chiamata di sistema kill() per mandare segnali, oppure l'uso di signal() e sigaction() per la definizione delle funzioni per la gestione dei segnali. In tali sistemi, oltre che da altri processi, i segnali sono inviati anche direttamente dal kernel per notificare il verificarsi di condizioni anomale (ad es. SIGSEGV, SIGBUS o anche SIGURG)
La Single UNIX Specification specifica i seguenti segnali per <signal.h>:
| Nome      | Significato |
| --------- | --- |
| SIGABRT   | Interruzione anormale (abort) del processo. |
| SIGALRM   | Segnale sollevato da alarm(). |
| SIGBUS    | Errore di bus: "tentato accesso ad una porzione indefinita di memoria" ("access to undefined portion of memory object").                                                 |
| SIGCHLD   | Processo figlio terminato o fermato (oppure ripartito). |
| SIGCONT   | Il processo può continuare, se era stato fermato. |
| SIGFPE    | Eccezione in un numero in virgola mobile: "operazione aritmetica erronea" ("erroneous arithmetic operation").                                                            |
| SIGHUP    | Hangup: generalmente viene sollevato quando un terminale viene chiuso.                                                                                                   |
| SIGILL    | Istruzione illegale. |
| SIGINT    | Interruzione del processo. |
| SIGKILL   | Terminazione immediata (kill) del processo. Questo segnale non può essere ignorato ed il processo che lo riceve non può eseguire delle operazioni di chiusura "morbida". |
| SIGPIPE   | Se un processo che dovrebbe leggere da una pipe termina inaspettatamente, questo segnale viene inviato al programma che dovrebbe scrivere sulla pipe in questione.       |
| SIGQUIT   | Interruzione del processo. |
| SIGSEGV   | Il programma ha generato un errore di segmentazione. |
| SIGSTOP   | Ferma temporaneamente l'esecuzione del processo: questo segnale non può essere ignorato.                                                                                 |
| SIGTERM   | Terminazione del programma; il comando kill invia questo segnale se non diversamente specificato.                                                                        |
| SIGTSTP   | Ferma temporaneamente l'esecuzione del processo. |
| SIGTTIN   | Un processo in esecuzione in background tenta di leggere da terminale (in).                                                                                              |
| SIGTTOU   | Un processo in esecuzione in background tenta di scrivere sul terminale (out).                                                                                           |
| SIGUSR1   | Definito dall'utente. |
| SIGUSR2   | Definito dall'utente. |
| SIGPOLL   | Si è resa possibile un'operazione di input/output, permette il polling.                                                                                                  |
| SIGPROF   | Un conto alla rovescia impostato per il processo è terminato: misura il tempo di CPU usato dal processo e dal sistema per eseguire azioni istruite dal processo stesso.  |
| SIGSYS    | Chiamata di sistema errata. |
| SIGTRAP   | L'esecuzione del processo ha raggiunto un breakpoint (trap), il debugger può informare di questo lo sviluppatore.                                                        |
| SIGURG    | Sono disponibili dei dati urgenti per il processo su un socket. |
| SIGVTALRM | Un conto alla rovescia impostato per il processo è terminato: misura il tempo "virtuale" consumato dal solo processo ("virtual timer expired").                          |
| SIGXCPU   | Esaurito il tempo di CPU disponibile per il processo. |
| SIGXFSZ   | Superata la dimensione massima consentita per i file per il processo. |

## Condizioni
Le seguenti condizioni possono generare un segnale:
- Quando un utente digita in un terminale delle particolari combinazioni di tasti, viene generato un segnale. Per esempio, quando viene forzata l'interruzione di un processo con CTRL + C (SIGINT in genere).
- Alcune eccezioni hardware possono generare segnali: divisione per zero, accesso non valido alla memoria e così via. I programmatori alle prime armi spesso subiscono le conseguenze del segnale SIGSEGV a causa di puntatori non inizializzati oppure dereferenziati quando puntano a NULL.
- I processi possono inviare segnali a se stessi usando la chiamata di sistema kill(), se le autorizzazioni lo permettono.
- Il kernel può generare segnali per informare i processi quando succede qualcosa di particolare. Per esempio, verrebbe sollevato un SIGPIPE se un processo tentasse di scrivere su una pipe chiusa dal processo che dovrebbe leggerla.

I segnali potrebbero, a volte, causare l'interruzione di una chiamata di sistema in corso.